# テフェー
テフェーあるいはテフェ（ポルトガル語: Tefé）は、ブラジル北部のアマゾナス州の都市。
2014年の人口は6万2662人。
マナウスから空路で525km、水路で595km西の、ソリモエンス川の南岸、テフェー川河口に位置する。

## 交通

### 陸路
外部と道路で繋がっておらず、陸路では到達出来ない。

### 水路
速い船ではマナウスから約12時間で着く。

### 空路
テフェー空港が有り、マナウスやタバチンガ、エイルネペと繋がっている。

## 宗教
キリスト教のカトリックのテフェー自治監督区の本部が有る。

## 観光
マミラウア維持発展保護区の入口である。

## 土地利用
- テフェー国立林（英語版）：46%(1989年設置)[2]
- カトゥア・イピシュナ保全区（英語版）：34%(2003年に設置されたアマゾナス州初の保全区)[3]

## 歴史
1620年代初頭、ポルトガルのカルメル会がテフェー湖周辺に住むムラ人に接触した。
1697年～1751年、カルメル会はソリモエンス川南岸に教会を建設した。
1759年、Joaquim de Mello da Povoas司令官が町を建設し、「エガ」と改名した。
1855年、「テフェー」に改名された。

## テフェーを舞台にした作品
- アマゾン河の博物学者（英語版）：ヘンリー・ウォルター・ベイツ、1863年
- 高野秀行『巨流アマゾンを遡れ』　集英社、集英社文庫、2003年。